# Forces Armades de Guinea Bissau

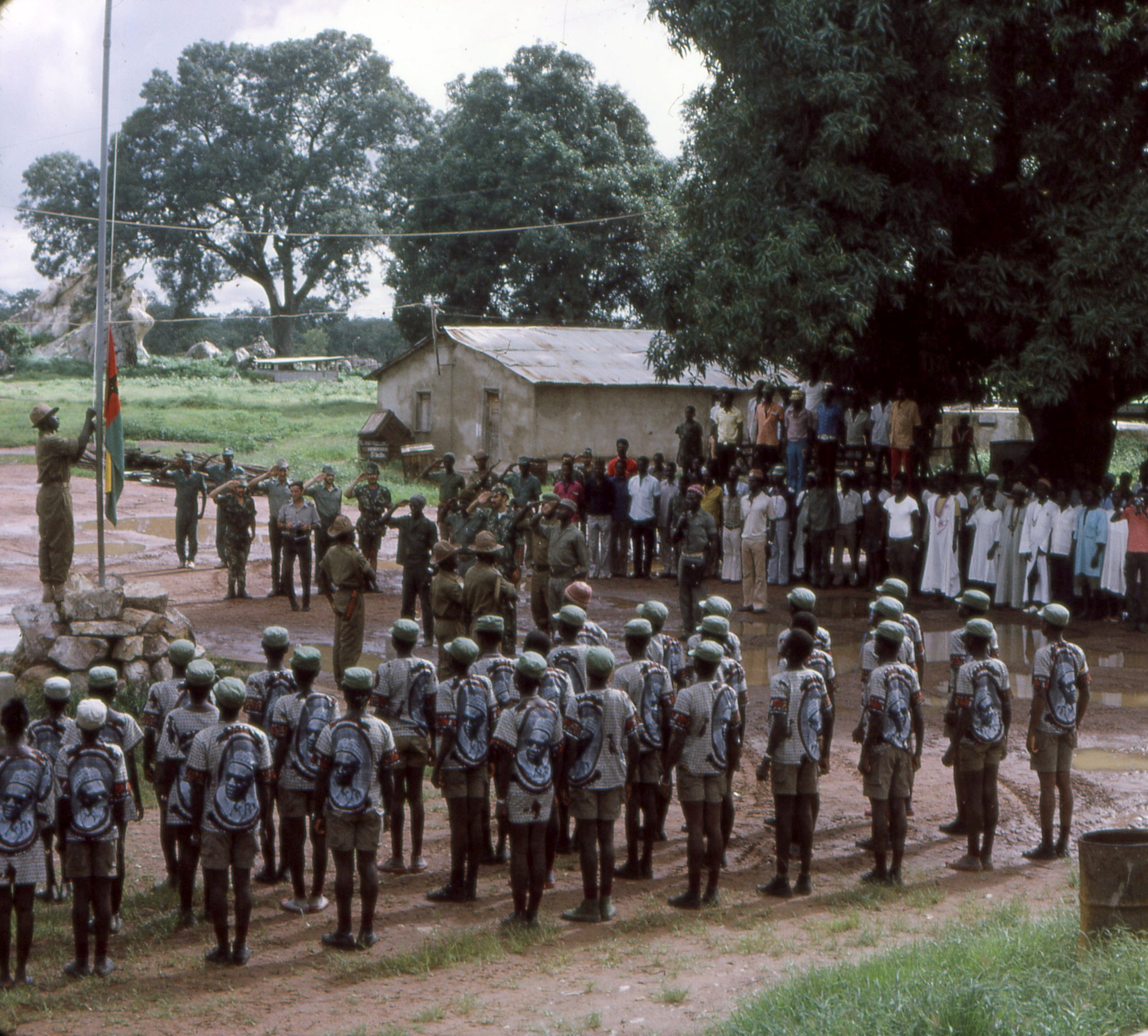
Soldats del PAIGC hissen la bandera de Guinea Bissau en 1974.

Logotip de l'EU SSR Guinea-Bissau

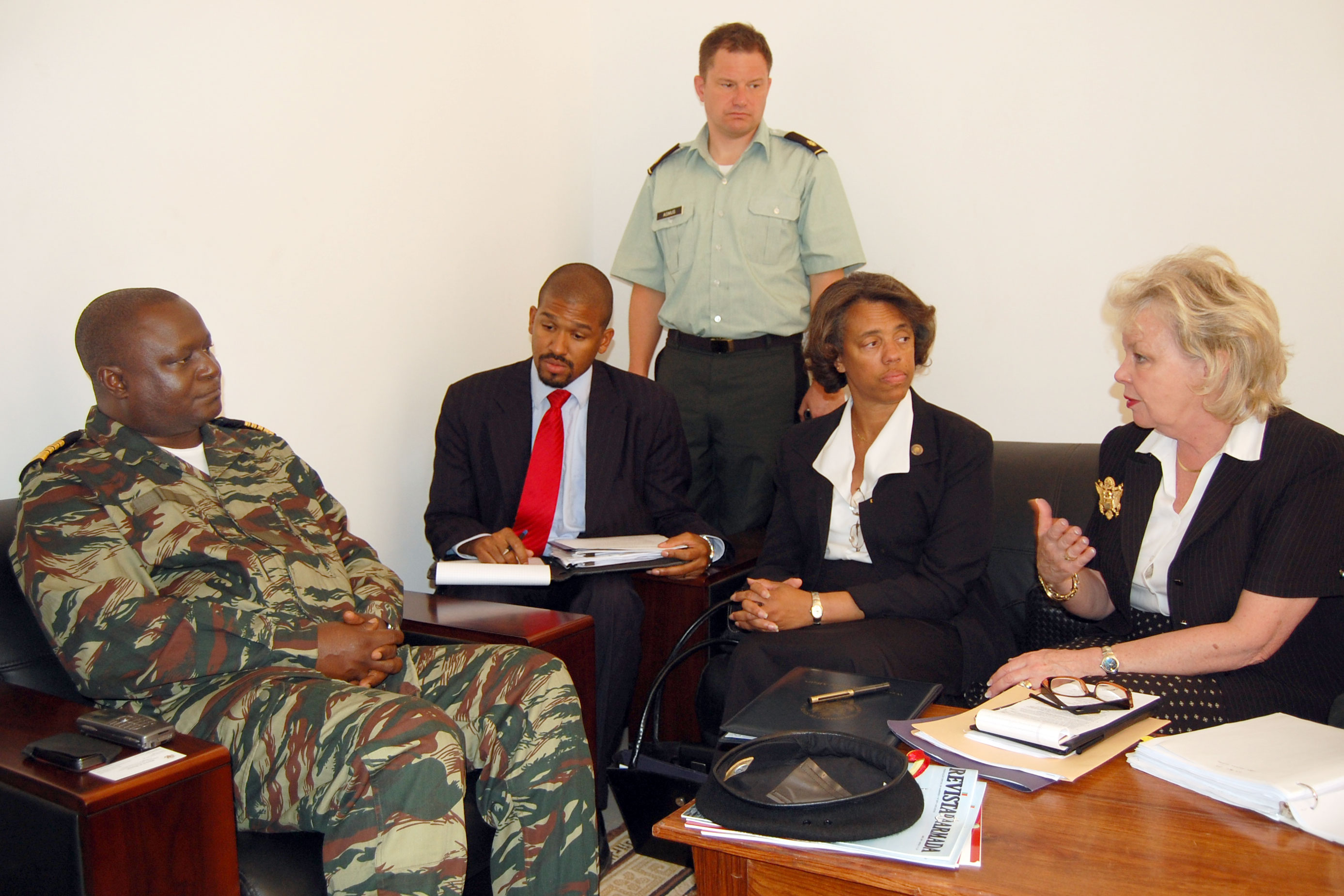
El capità José Zamora Induta amb una delegació dels Estats Units

Les Forces Armades de Guinea Bissau consisteix en l'Exèrcit, Armada, Força Aèria i les forces paramilitars. Un cens del Programa de les Nacions Unides per al Desenvolupament de 2008 va estimar que hi havia al voltant de 4.000 membres de les Forces Armades. Un CIA World Factbook anterior els xifra en 9.250 efectius. The World Fact Book també estima la despesa militar en 9.46 milions $, i la despesa militar com a percentatge del PIB de l'3,1%. The World Fact Book també informa que l'edat del servei militar obligatori és de 18-25 anys per al servei militar obligatori selectiu i 16 anys o més jove amb consentiment dels pares, per al servei voluntari (2009).

## Cultura interna

### Revolta militar de 2010 a Guinea Bissau
El major General Batista Tagme Na Waie va ser el cap d'estat major de les Forces Armades de Guinea Bissau fins al seu assassinat en 2009.
El malestar militar es va tornar en revolta a Guinea Bissau l'1 d'abril de 2010. El primer ministre Carlos Gomes Júnior va ser posat sota arrest domiciliari per soldats, que també van detenir al cap de l'Estat Major José Zamora Induta. Els partidaris de Gomes i el seu partit, el PAIGC, van reaccionar a la jugada amb una manifestació a la capital, Bissau; Antonio Indjai, el cap de personal, va advertir a continuació que hauria de matar Gomes si les protestes continuaven.
La UE va posar fi a la seva missió de reformar les forces de seguretat del país, EU SSR Guinea-Bissau, el 4 d'agost de 2010, un risc que podia encoratjar encara més el poderosos generals i traficants de droga a l'exèrcit i a altres llocs. El portaveu de la missió de la UE a Guinea Bissau dir que la UE havia de suspendre el seu programa quan l'autor intel·lectual del motí, el general Antonio Indjai, va esdevenir cap de l'Estat Major. "La missió de la UE pensa que això és una violació de l'ordre constitucional. No podem treballar amb ell".

### El comerç internacional de drogues
La multitud de petites illes del litoral i un exèrcit capaç d'eludir impunement al govern ha fet que sigui un punt de transbordament preferit de drogues cap a Europa. Els avions carreguen la mercaderia en o prop de les illes, i recullen les bales amb llanxes ràpides per anar directament a Europa o a terra. El cap de l'ONU Ban Ki-moon ha demanat sancions contra els implicats en el tràfic de drogues de Guinea Bissau.
El cap de la Força Aèria Ibraima Papa Camara i l'excap de l'armada, José Américo Bubo Na Tchuto són considerats "capos de la droga".

### Assistència angolenya
Angola, en la presidència de la Comunitat de Països de Llengua Portuguesa (CPLP) des de l'any 2010, des de 2011 va participar en una missió militar a Guinea Bissau (MISSANG) per ajudar en la reforma de la defensa i la seguretat.
MISSANG tenia una força de 249 homes d'Angola (tots soldats i agents de policia) arran d'un acord signat entre els ministres de Defensa dels dos països, com a complement d'un acord ratificat pels governs i parlaments.
La missió d'assistència d'Angola inclou un programa de cooperació tècnica i militar centrat en una reforma de les forces armades i de la policia de Guinea, incloent la reparació de casernes i comissaries, l'organització dels serveis administratius i l'entrenament tècnic i militar a nivell local en institucions d'Angola. La missió va ser bloquejada pel Govern d'Angola, després d'una crisi politicomilitar que va portar a la destitució del president interí de Guinea Bissau, Raimundo Pereira, i del primer ministre, Gomes Júnior. El 22 de juny de 2012 el vaixell d'Angola Rio M'bridge va sortir de Luanda portant l'equip de la missió.

## Equipament de l'Exèrcit
- 10- T-34 85mm
- 10- T-54/55 100mm
- 10- PT-76B 76mm
- 10- BRDM-2
- ? - YW531
- 25- BTR-40
- 20- BTR-152
- 35- BTR-60PB
- 10- 9K11 Malyutka/AT-3 Sagger
- RPG-7V
- B-10 recoilless rifle 82mm
- 9- BM-21 Grad 122mm
- 26- D-30
- SA-7B
- 16- ZU-23-2
- 16- ZSU-23-4 Shilka
- 10- S-60
- AK-47
- AKM
- RPD
- RPK
- FN-FAL
- VZ-52

## Forces aèries
Quan sortiren de Bissalanca en 1973-1974, la Força Aèria Portuguesa va deixar tres North American T-6 Texan.
Després d'aconseguir la independència de Portugal, la força aèria estava formada per oficials que s'havien format a Cuba i a l'URSS. Les FAGB va ser reequipades per la Unió Soviètica amb un paquet d'ajuda limitada en la qual es van introduir els primers avions de combat. Cinc MiG-17 i dos MiG-15UTI van entrar en servei amb un sol helicòpter Mi-8.
El 1978 França va proporcionar més ajuda avions en forma de Reims-cessna FTB.337 per a la patrulla costanera i un Alouette III. Un Dassault Falcon 20F va ser donat pel govern d'Angola, però aviat va ser venut als EUA. A finals de 1980 un nombre similar de MiG 21s substituïren els MiG 17, també adquiriren un AN-24, un Yak-40 i un altre helicòpter Mi-8. A la dècada dels 90 van rebre caces PZL-Mielec Lim-6 Fresco de Polònia i Alemanya Oriental.
El nom de la força fou canviada a Força Aérea da Guiné-Bissau (FAGB) després de l'esclat de la guerra civil en 1998. Cooper i Weinert afirmen que 'quan va ser albirada per última vegada en ..1991, la major part de la flota [MiG] estava en "emmagatzematge" a l'interior de diversos hangars al costat militar de Bissalanca IAP (Aeroport Internacional Osvaldo Vieira), i en un estat de deteriorament.'
A partir de 2015 Guinea Bissau no té cap aeronau en condicions de vol, i l'últim aparell conegut fou l'helicòpter SE.3105, que va deixar de funcionar el 2011.

## Aeronaus
| Aeronau              | Origen            | Tipus                | Variant           | En servei         | Notes                  |                   |
| Aviació de combat    | Aviació de combat | Aviació de combat    | Aviació de combat | Aviació de combat | Aviació de combat      | Aviació de combat |
| -------------------- | ----------------- | -------------------- | ----------------- | ----------------- | ---------------------- | ----------------- |
| MiG-21               | Unió Soviètica    | lluita / interceptor |                   |                   | fora de servei en 2004 |                   |
| MiG-17               | Unió Soviètica    | lluita               | MiG-17F           |                   | 2 en magatzem          |                   |
| MiG-15               | Unió Soviètica    | combat / entrenament | MiG-15UTI         |                   | 1 en magatzem          |                   |
| Aviació de transport |                   |                      |                   |                   |                        |                   |
| Falcon 20            | França            | VIP                  |                   |                   | 1 inservible           |                   |
| Helicòpters          |                   |                      |                   |                   |                        |                   |
| Alouette II          | França            | baixa utilitat       |                   |                   | 1 posat en magatzem    |                   |
| Alouette III         | França            | enllaç               |                   |                   | 2 enviats al magatzem  |                   |

## Armada
Al setembre de 2010 el contraalmirall Jose Americo Bubo Na Tchuto va intentar un cop militar, però va ser detingut després de no poder obtenir suport. "El Cap de l'armada de Guinea Bissau, que va ser detingut la setmana passada i acusat d'intentar un cop d'Estat, s'ha escapat de la custòdia i fugit a la veïna Gàmbia, van dir les forces armades dimarts."